# HTL Vöcklabruck
Die HTL Vöcklabruck ist eine Höhere Technische Bundeslehranstalt in Vöcklabruck in Oberösterreich. Sie ist ein Teil des Schulzentrum Wagrain. Die Schule wurde 1969 gegründet und verfügt über acht Abteilungen. Sie führt eine Tages- und eine Abendschule.

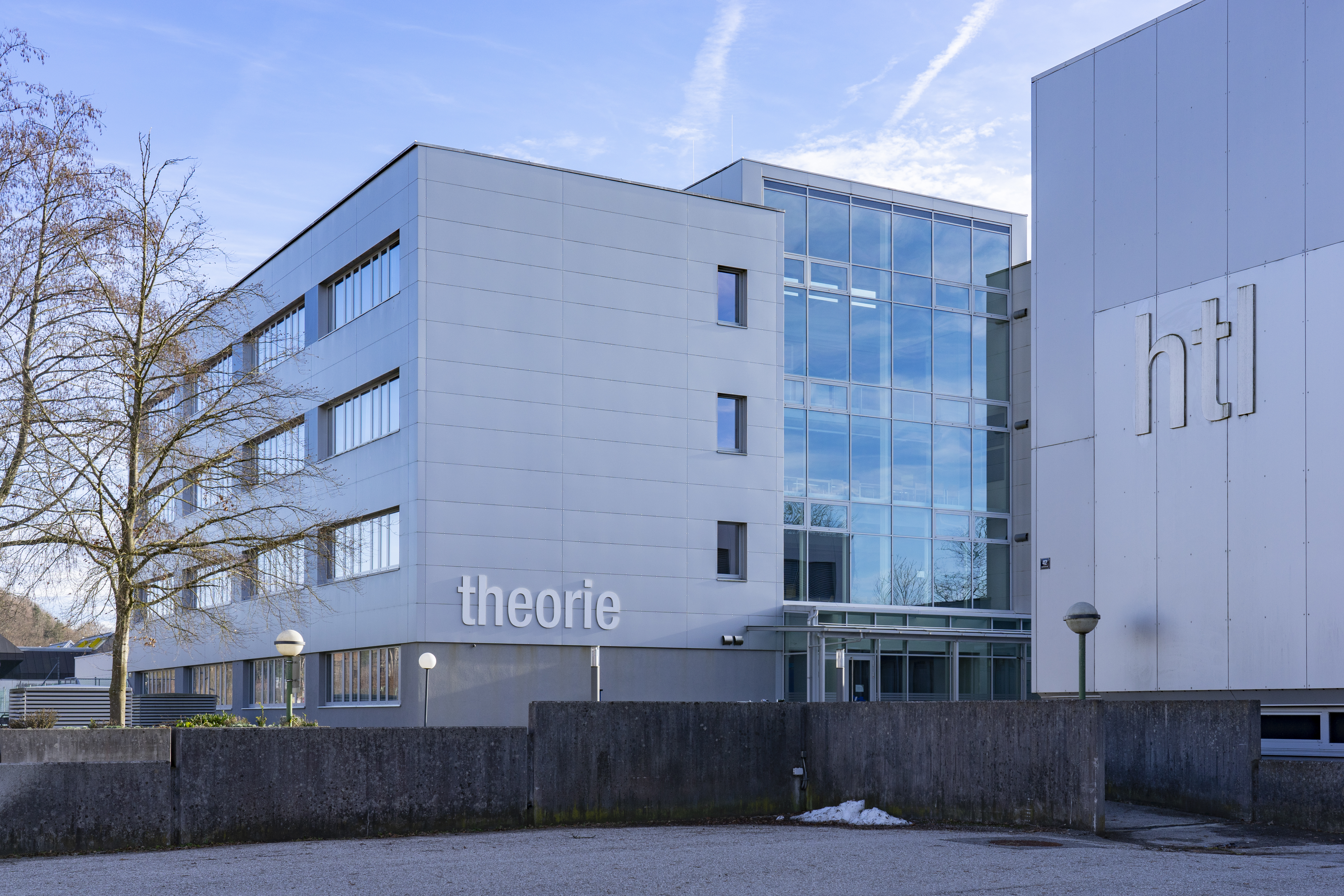
Theoriegebäude der HTL Vöcklabruck

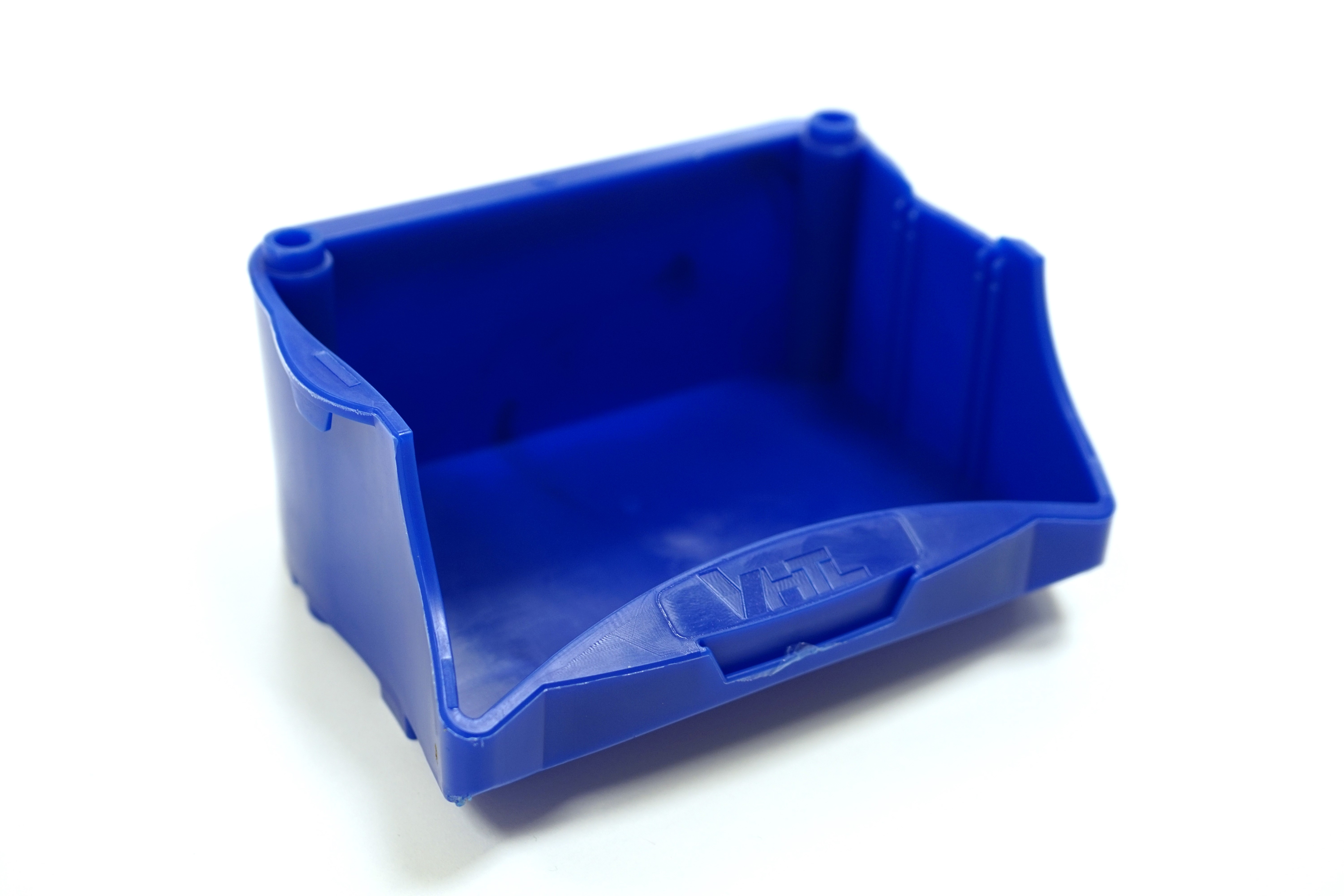
Kunststoffverarbeitung ist ein Aushängeschild der HTL Vöcklabruck

## Organisation
Die HTL Vöcklabruck wird häufig auch mit HTLVB, VHTL oder HTBLA Vöcklabruck abgekürzt. Sie hat etwa 900 Schüler und 90 Lehrer. Die Schule wurde 1969 als HTBLuVA gegründet. Direktor ist seit Mitte 2021 Gernot Weissensteiner.

## Abteilungen
Die Schule verfügt  über acht Abteilungen und führt eine Tages- und Abendschule.

### Tagesschule
Die Tagesschule besteht aus den höheren Abteilungen für Maschinenbau (Schwerpunkt Anlagentechnik), Mechatronik  (Schwerpunkt Robotik und Handhabung), Wirtschaftsingenieurwesen-Maschinenbau, Wirtschaftsingenieurwesen-Betriebsinformatik und Gebäudetechnik sowie aus der Fachschule für Maschinenbau.

### Abendschule
Die Abendschule besteht aus der Höheren Abteilung für Maschinenbau.

## Projekte

### HTLVB Racing
Seit dem Schuljahr 2023/24 betreibt die HTL Vöcklabruck einen eigenen Rennstall unter dem Namen HTLVB Racing, um an Wettbewerben wie der Magna ZERO-Emission-Challenge bundesweit teilzunehmen. Die neuen Rennwägen werden im Zuge von Diplomarbeiten von meist sechs Schülern abteilungsübergreifend entwickelt.

### Entrepreneurship
Die HTL Vöcklabruck unterstützt die Umsetzung unternehmerischer Tätigkeiten. Ein Hauptprojekt  ist neben dem Entrepreneurship-Tag die Gründung und der Betrieb mehrerer Junior Companies durch Schüler der 3. Klassen der höheren Abteilungen für Wirtschaftsingenieurwesen-Maschinenbau und Wirtschaftsingenieurwesen-Betriebsinformatik. Die HTL Vöcklabruck erreicht mit ihren Junior Companies dabei regelmäßig gute Platzierungen bei landes- und bundesweiten Wettbewerben.

### HTL4Europe
Seit 1998 bietet die HTL Vöcklabruck die Möglichkeit im Zuge des Erasmus+ Programms Auslandspraktika and unterschiedlichen europäischen Partnerschulen und Unternehmen zu absolvieren. Besonders starker Austausch besteht dabei mit dem  GTG-Göteborg,  I.S.I.S A. Malignani Udine,  VTI Waregem,  La Garrotxa Olot, und  ECTE Rethymno.

### Lego League
Mit dem Schuljahr 2021/22 führte die HTL Vöcklabruck ebenfalls einen  Lego League Wettbewerb für die Bezirke Vöcklabruck und Gmunden ein. Dabei bilden HTL-Schüler als Coaches Schüler teilnehmender Hauptschulen und Gymnasium-Unterstufen im Programmieren von Lego-Spike-Robotern aus. Anschließend messen sich die von den teilnehmenden Schulen zusammengesetzten Teams Anfang Juni beim Lego League Abschluss-Event, welches jährlich im Einkaufszentrum Varena stattfindet.

## Trivia
Die HTL Vöcklabruck verwendet das CAD-System PTC Creo Parametric.